# Pasan
Pasan è una suddivisione dell'India, classificata come municipality, di 29.566 abitanti, situata nel distretto di Anuppur, nello stato federato del Madhya Pradesh. In base al numero di abitanti la città rientra nella classe III (da 20.000 a 49.999 persone).

## Geografia fisica
La città è situata a 23° 10' 08 N e 81° 55' 29 E.

## Società

### Evoluzione demografica
Al censimento del 2001 la popolazione di Pasan assommava a 29.566 persone, delle quali 15.581 maschi e 13.985 femmine. I bambini di età inferiore o uguale ai sei anni assommavano a 4.196, dei quali 2.164 maschi e 2.032 femmine. Infine, coloro che erano in grado di saper almeno leggere e scrivere erano 19.183, dei quali 11.500 maschi e 7.683 femmine.